# آگریجنتو
آگریجنتو یا آگریگنتوم (به ایتالیایی: Agrigento) همچنین، مرکز استان آگریجنتو، با جمعیت ۵۹٬۱۵۲ نفر شهری است در ساحل جنوبی سیسیل در کشور ایتالیا. این شهر در زمان باستان به آکراگاس موسوم بود. امروزه باقیماندهٔ آثار باستانی شهر قدیمی آکراگاس در مرکز استان آگریجنتو واقع در سواحل سیسیل ایتالیا یادآور قدرت و وسعت نفوذ یونان در عصر طلایی خود است.

## در دوران باستان
آگریجنتو در عصر اقتدار یونان باستان به نام «آکراگاس» خوانده می‌شد. آکراگاس یکی از نیرومندترین و مشهورترین شهرهای یونانی نشین، واقع در امتداد جنوب غربی ساحل جزیره سیسیل بود که بین سلینیونتی و گلا قرار داشت. بنای این شهر بر تپ‌های استوار بود که حدود دو تا سه مایل با دریا فاصله داشت. از آن جا که پایهٔ دیوارهای ضلع شرقی و جنوبی آن در امتداد ساحل رودخانه آکراگاس قرار داشت، این شهر نام خود را از آن گرفته‌است. رودخانهٔ دیگری نیز موسوم به هیپساس اضلاع غربی و جنوب غربی آن را احاطه می‌کرد و در فاصله‌ای پایین‌تر از شهر، حدود یک مایل مانده به دهانهٔ خود به آب‌های رودخانه آکراگاس می‌پیوست. این دو رودخانه اکنون به ترتیب (به ایتالیایی: Fiume di S. Biagio) و (به ایتالیایی: Drago)، و جریانی که از پیوند این دو به‌وجود می‌آید (به ایتالیایی: Fiume di Girgenti) نامیده می‌شوند.

### دوران اولیه
توکودیدس موّرخ یونانی ۳۹۵–۴۶۰ قبل از میلاد، می‌نویسد آگریجنتو به دست یکی از مستعمره نشینان گلا حدود ۱۰۸ سال بعد از تأسیس خود آن شهر در ۵۸۲ پیش از میلاد، بنا نهاده شد. شهر به وسیله آریستونونس و پیستونس اداره می‌شد؛ و از همان ساختار نظام شهری و سنت‌های دوریانی شهر گلا که شامل اجرای مراسم مقدس و رعایت قوانین مذهبی نیز بود، پیروی می‌کرد. گلا خود این قوانین را از رُدز اقتباس کرده بود، با توجه به این نکته، گاهی از این شهر به عنوان مستعمره رُدز یاد می‌شود.
از تاریخ دوران اولیه آگریجنتو اطلاعات اندکی در دست است. ظاهراً این شهر به سرعت رشد کرد و به اوج شکوفایی و قدرت چشم‌گیری رسید. مع‌هذا قبل از آنکه در ۵۷۰ قبل از میلاد در یوغ استبداد فالاریس جبار گرفتار آید، مدتی، اما نه چندان زیاد، طعم آزادی را چشید.
تاریخ زندگی فالاریس چنان پیچیده در پرده ابهام است که به سختی می‌توان قسمت‌هایی را که با واقعیت تاریخی انطباق دارد، تشخیص داد؛ ولی آن‌چه مسلم است، او اکراگاس را به نیرومندترین شهر جزیره سیسیل مبدل کرد و با تکیه بر همین نیرو قلمرو حکومت خود را در بخش بسیار وسیعی از جزیره امتداد داد. اما از آن‌جا که مردی جبار و حاکمی ستمکار بود، سرانجام مردم علیه او شوریدند و باکشته شدن او اکراگاس دوباره آزادی خود را به دست آورد.

### فرمانروایی ثیرون و مبانی قدرت و شکوفایی اکراگاس
از سرگذشت آکراگاس بفاصله حدود شصت سال میان سقوط فالاریس تا پیدایش ثیرون گزارشی در دست نیست. جز اینکه به‌طور اتفاقی می‌دانیم در این مدت دو نفر موسوم به آلکیمنیس و آلکندریس به توالی این شهر را اداره کردند، اما معلوم نیست، در مقام حاکم مطلق یا والی شهر؛ مع‌هذا شهر به وسیلهٔ آن‌ها به ثروت و کامیابی رسید.
تاریخ دقیق جلوس ثیرون بر اریکه قدرت زادگاه خود، و همچنین چگونگی گام بگام مراحل نیل به این قدرت نیز برما معلوم نیست. اما مسلم است که وی در ۴۸۸ قبل از میلاد حاکم آکراگاس شد.
ثیرون به وسیلهٔ پیمان اتحادی که با گِلو فرمانروای سیراکوس بست، و بالاتر از آن، با بیرون راندن تریلس از هیمرا و تصرف آن شهر و همچنین سلطه بر کارتاژهای بزرگ و دفع تهاجم آن‌ها که برای مدتی تهدیدی در جهت ویرانی تمام شهرهای یونان در سیسیل به حساب می‌آمدند ۴۸۰ قبل از میلاد، نه تنها بر قلمرو حکومت تسخیر ناپذیر خود افزود، بلکه بر قدرت بی شابه آن نیز مهر تأیید نهاد و با این عمل مبانی قدرت و شکوفایی آکراگاس را فراهم آورد. بدنبال پیروزی ثیرن و گلون بر همیرا، بسیاری از کارتاژها به اسارت نیروهای ثیرن فرمانروای آکراکاس درآمدند. مردم آکراگاس از یک سو، به منظور کسب و استفاده از اطلاعات و ممارست آن‌ها در توسعه کشاورزی، برای کشت و زرع سرزمین‌های بسیار وسیع و حاصل خیز خود، و از سوی دیگر تنها به منظور جلب مشارکت ایشان در اجرای کارهای عام‌المنفعه و احداث بناهای با شکوه که همواره در معرض تحیر و تحسین قرار داشت، از آن‌ها سود جستند.

### دوران باشکوه
بنظر نمی‌رسد، ثیرون پادشاهی ستم پیشه بوده باشد، وی حاکمیت مطلق و بی منازع خود را تا زمان مرگ ادامه داد ۴۷۲ قبل از میلاد، اما پس از او فرزندش، تروسدییس مشی پدر را تغییر داد و به فرمانروایی جابر و مستبد مبدل شد و به زودی کمتر از یک سال پس از مرگ پدرش مردم آکراگاس بر او شوریدند و او را از شهر بیرون راندند.
پس از برچیده شدن بساط حکومت تروسدییس فرزند ثیرون، در آکراگاس نوعی حکومت دموکراتیک بر قرار شد، که پیوسته و بدون انقطاع بیش از ۶۰ سال تا هجوم دوباره کارتاژها در ۴۰۶ قبل از میلاد، ادامه یافت. این دوران را بدون شک باید پربارترین عصر شکوفایی رونق اقتصادی و شان و عظمت زندگی شهری در تایخ آکراگاس و همچنین بسیاری از شهرهای دیگر سیسل دانست. آغاز یا انجام بسیاری از کارهای بزرگ و عام‌المنفعه به ویژه بناهای عظیم با الگوهای معماری پر زرق و برق که تا نسل‌ها بعد را به حیرت و شگفتی واداشت. منسوب به همین دوران است.
شهر اکراگاس با پیرایه‌ای از ساختمان‌های مجلل و بناهای عالی خصوصی و عمومی در زیبایی از یونان کمتری نداشت. ثروت و کامیابی، عیش و خوشگذرانی، زندگی پرتجمل و اعیان منشانه مردم اکراگاس بتقریب ضرب‌المثل خاص و عام می‌شد.
مشهور است که امپدوکلس فیلسوف و شهروند اکرگاس در این باب گفته‌است:
این مردم چنان خانه‌های مجللی می‌سازند که گویی تا ابد زندگی خواهندکرد، و چنان در عیش و خوشگذرانی افراط می‌کنند که گویی همین فردا خواهند مرد.
دیودور جمعیت آکراگاس را در این دوران حدود ۲۰۰ هزار ارزیابی می‌کند، که البته این رقم احتمالاً، شامل برده‌ها و خارجی‌ها نیز بوده‌است. این رأی که جمعیت آکراگاس کمتر از ۲۰۰ هزار نیست، به هیچ وجه غیر محتمل به نظر نمی‌رسد، اما ادعای دیوجانس لائرتیوس تذکره‌نویس فلاسفه یونانی در سده سوم قبل از میلاد، که تعداد نفوس بومی آکراگاس را به تنهایی ۸۰۰ هزار برآورد می‌کند، آشکارا یک اغراق فاحش است. مع‌هذا این دوران شکوه مند به هیچ وجه در گستره صلحی پایدار که پیوسته ادامه یابد، قرار نداشت.

آگریجنتو نمی‌توانست هرچند کمتر از بسیاری از شهرها دیگر، از مشارکت در دشواری‌هایی که در نتیجه دفع دودمان گلو از سیراکوس و آشوب‌های متعاقب آن که در بخش‌های مختلف سیسیل وجود می‌آمد، روی گردانی کند. بزودی خواهیم دید، بدنبال بالا گرفتن موج خصومت میان این شهر و دوسیتیس سالار قبیله سیسل از یکسو و رفتارهای خصومت‌آمیز سیراکوس با این سالار از سوی دیگر، به جنگی میان آن‌ها و آکراگاس منجر می‌شود که سرانجام در کرانه رود هایمرا با شکستی بزرگ پایان می‌یابد.

اطلاعات مبهمی نیز از بروز آشوب‌های داخلی که با تدبیر و فرزانگی امپدوکلس فرونشسته است، بر ما مکشوف است.
در اردوکشی‌های گاه‌وبیگاهٔ آتنیان بزرگ به نواحی سیسیل در ۴۱۵ قبل از میلاد، آکراگاس همواره با اعلام بیطرفی، نه تنها از اعزام نیروی کمک به طرفین درگیر، خود داری می‌کرد، بلکه از صدور اجازهٔ عبور نیروهای متخاصم از سرزمین‌های خود، حتی در شرایطی که چرخهٔ بخت قاطعانه علیه آتنیان می‌چرخید، اجتناب می‌ورزید. در اکراگاس هر کوششی از جانب حامیان سیراکوز برای اغوای همشهریان خود در جهت پشتیبانی از نیروی ظفرمند با شکست مواجه شد.

### فصل انهدام
خطر سهمناک تری در راه بود. کارتاژها، که حکومت سجستا از آن‌ها تقاضای مداخله نظامی کرده بود، از اولین اردوکشی خود در ۴۰۹ قبل از میلاد که به تصرف سلینوس و هایمرا انجامید، خرسند بودند.
اما در دومین لشکر کشی در ۴۰۶ قبل از میلاد این آگریجنتوبودکه باید در معرض راستای اولین ضربت حمله قرار گیرد. 

زندگی مرفه، عیاشی و تجمل پرستی، مردم اکراگاس را برای جنگیدن کمی ناشایست ساخته بود. اما آن‌ها به وسیله یکانی از سربازان مزدور تحت فرماندهی «دکسی پوس» سردارسپاه اهل لاسدمون که پایگاه و استحکامات طبیعی شهر را از دشمن پس گرفت و هرگونه کوشش حمله کنندگان را در مقیاس وسیع ای خنثی کرد. محافظت می‌شدند. علی‌رغم این امتیازات و مجاهدت بی‌دریغ نیروهای کمکی سربازان سیراکوز تحت فرماندهی «دَفنیز»، مردم اکراگاس پس از هشت ماه تحت فشار تنگدستی ناشی از قحطی منتج از محاصره، ادامه مقاومت را غیرممکن یافتند، و برای اجتناب از اسارت، شهر خود را رها کرده و به گلا گریختند.
کارتاژها بیماران و فرومانگان را قتل‌عام کردند، و شهر با همه ثروت و عظمت، بدست ایشان تاراج شد. آن‌ها اکراگاس را برای سکونت موقت زمستانی خود اشغال کردند، اما در فصل بهار هنگام ترک آنجا، در ۴۰۵ قبل از میلاد، آکراگاس را به ویرانه‌ای مبدل ساختند.

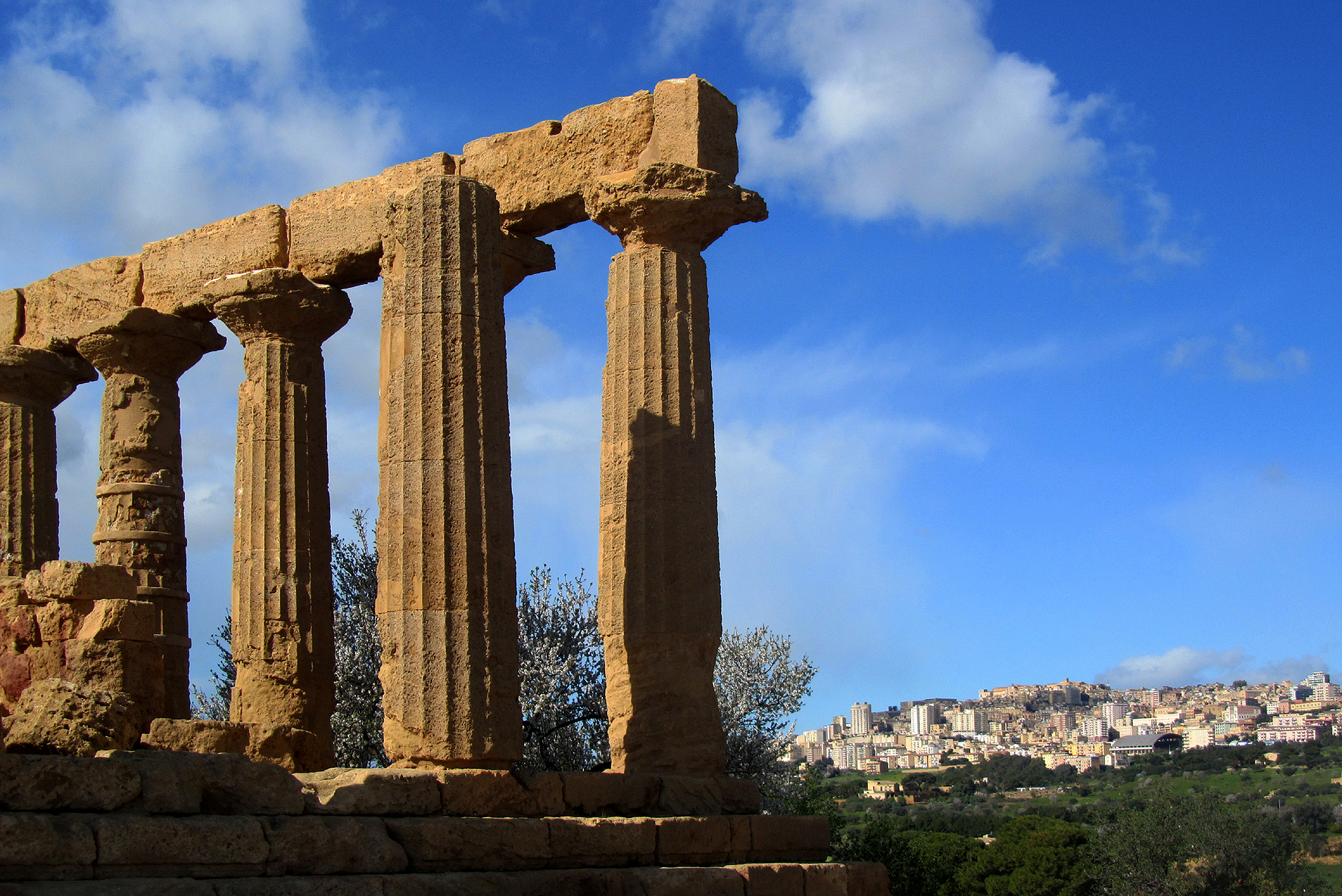
بازمانده ویرانه‌های آکراگاس

اگریجنتو از این ضربت مهلک هرگز قامت راست نکرد. مع‌هذا اهالی فراری آن بر اساس پیمان صلح داینوسیوس از جانب کارتاژها، اجازه یافتند، به آنجا بازگردند و ویرانه‌های شهر را تحت تبعیت دولت کارتاژ، بشروط آنکه استحکامات نظامی آن بازسازی نشود، اشغال کنند. ظاهراً برای بسیار این اجازه مزیتی به‌شمار آمده باشد.
اما دیری نپایید که آکراگس توانست خود را از قید بندگی کارتاژها آزاد سازد، و با توصل به پیمان صلح داینوسیوس که در ۳۸۳ قبل از میلاد، رودخانه هالیکس را مرز قلمرو کارتاژها معین می‌کرد، از آن‌ها خواسته شد که اکراگاس را ترک کنند. اما باوجود اینکه در اثنای جنگ‌های داینوسیوس و جانشینانش، مشاهده می‌کنیم، از اکراگاس پیوسته سخن به میان می‌آید، معلوم است که این شهر از بازیافت اعتبار و قدرت پیشین خود بسیار دور است و تنها در مقام یک دولت مطیع به حیات خود ادامه می‌دهد.
تیمولیین پس از پیروزی بزرگ بر کارتاژها در ناحیهٔ کریمیسس ۳۴۰ قبل از میلاد، درجریان مسکونی‌سازی نواحی سیسیل، آکراگاس را چنان فقیر و فرسوده یافت که مصمم شد، از آن به وسیله اهالی شهر وِلییا، ایتالیا مستعمره دوباره‌ای بسازد. این گزینش که با دیگر منافع پیوند می‌یافت، به اکراگاس چنان مزیتی بخشید که تیمولیین را به عنوان دومین بنیان‌گذار آن معرفی کرد؛ و در جریان دوران صلح متعاقب، آکراگاس دوباره به چنان شکوفایی عظیمی دست یافت که باردیگر با سیراکوس هم چشمی می‌کرد.